# Donatella (film)
Donatella è un film del 1956 diretto da Mario Monicelli.

## Trama
Donatella è una ragazza romana di estrazione semplice, schietta e di sani principi, figlia di un rilegatore di libri e fidanzata con il benzinaio Guido. Un giorno le capita di trovare una borsetta da donna contenente valori e documenti, e non esita a restituirla alla proprietaria. Questa è una ricchissima signora americana che per ricompensa offre a Donatella un posto di segretaria; la sua mansione, gestire la villa romana della signora durante le assenze di questa, non richiede particolare impegno e permette alla ragazza di vivere per un po' negli agi di un'alta società a lei sconosciuta.

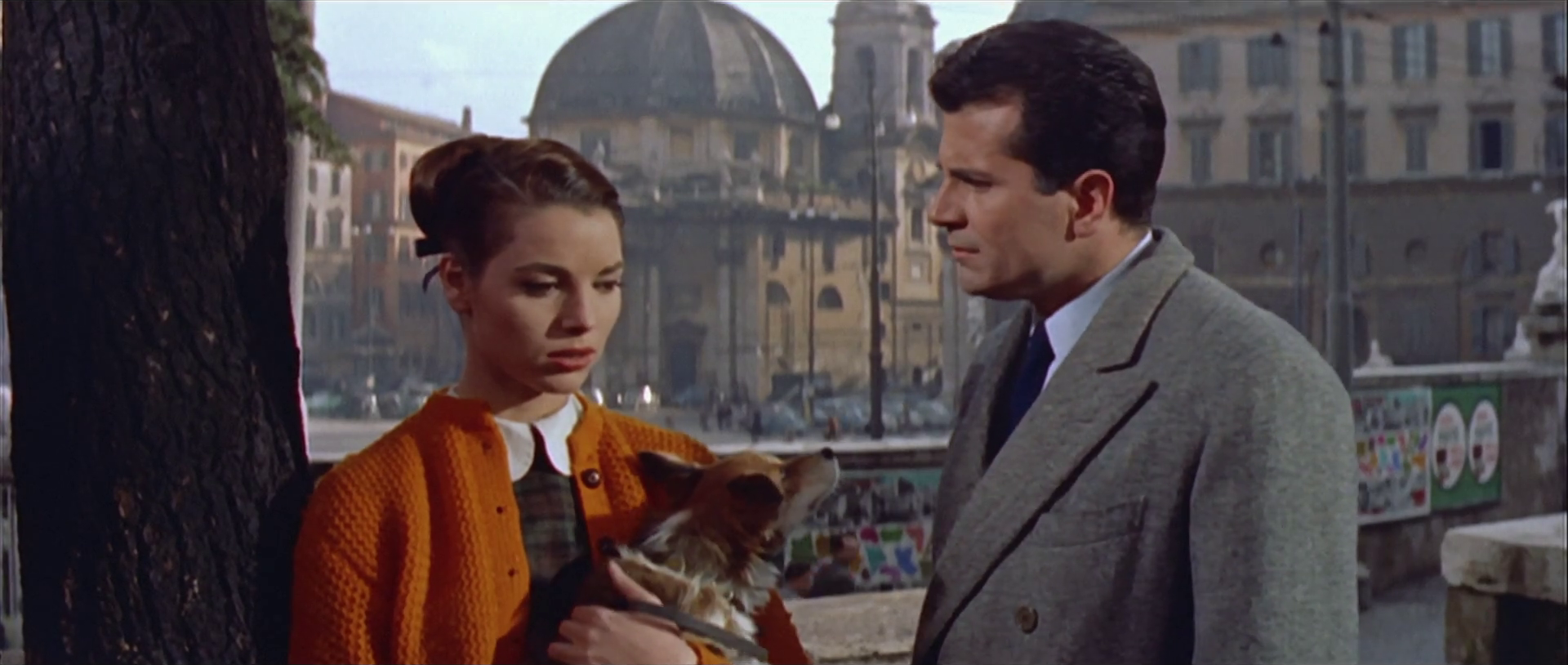
Elsa Martinelli e Gabriele Ferzetti

Donatella incontra casualmente Maurizio, giovane, ricco, elegante e ben educato, e finisce per innamorarsene, preferendolo in cuor suo al frivolo e donnaiolo Guido.
Quando Maurizio scopre le umili origini di Donatella, tende a credere che lei l'abbia ingannato; ma poi si convince della buona fede della ragazza, e grazie anche all'onestà di Guido, che riconosce di non essere l'uomo adatto a Donatella e accetta di lasciarla libera, i due finiscono per sposarsi.

## Produzione

### Luoghi delle riprese
La casa di Donatella è situata in via di San Teodoro, alle pendici del Palatino nel pieno centro di Roma, in una zona all'epoca popolare. A breve distanza, in piazza della Bocca della Verità, si trova la pompa di benzina in cui lavora Guido. Per tutta la durata del film non mancano riprese da cartolina di monumenti e luoghi classici di Roma. Benché il Dizionario Morandini parli di "Cenerentola ai Parioli", questo quartiere non è riconoscibile.

## Riconoscimenti
- 1956 - Festival internazionale del cinema di Berlino
  - Orso d'argento per la migliore attrice a Elsa Martinelli